# K2
K2 je druga najvišja gora na Zemlji (višji je le še Mount Everest). Leži v Kašmirju na meji med  pakistanskim Gilgit-Baltistanom in kitajskim Tadžiškim avtonomnim okrožjem Taškurganom in tvori del karakorumskega odseka himalajskega gorskega masiva.